# Джоджора
Джоджора або Стирдон (ос. Джоджора, Стырдон, груз. ჯეჯორა) — річка в Грузії. Бере початок на південному схилі Головного Кавказького хребта в колишньому південноосетинському селі Лет, при впаданні в річку Джочіара річки Леткомдон. Довжина річки - 45 км, площа водозбору 438 км. У середньому витрата води у гирлі 12,2 м ³/с. Гирло розташоване в місті Оні-Джоджора впадає в Ріоні зліва.

## Населені пункти на річці

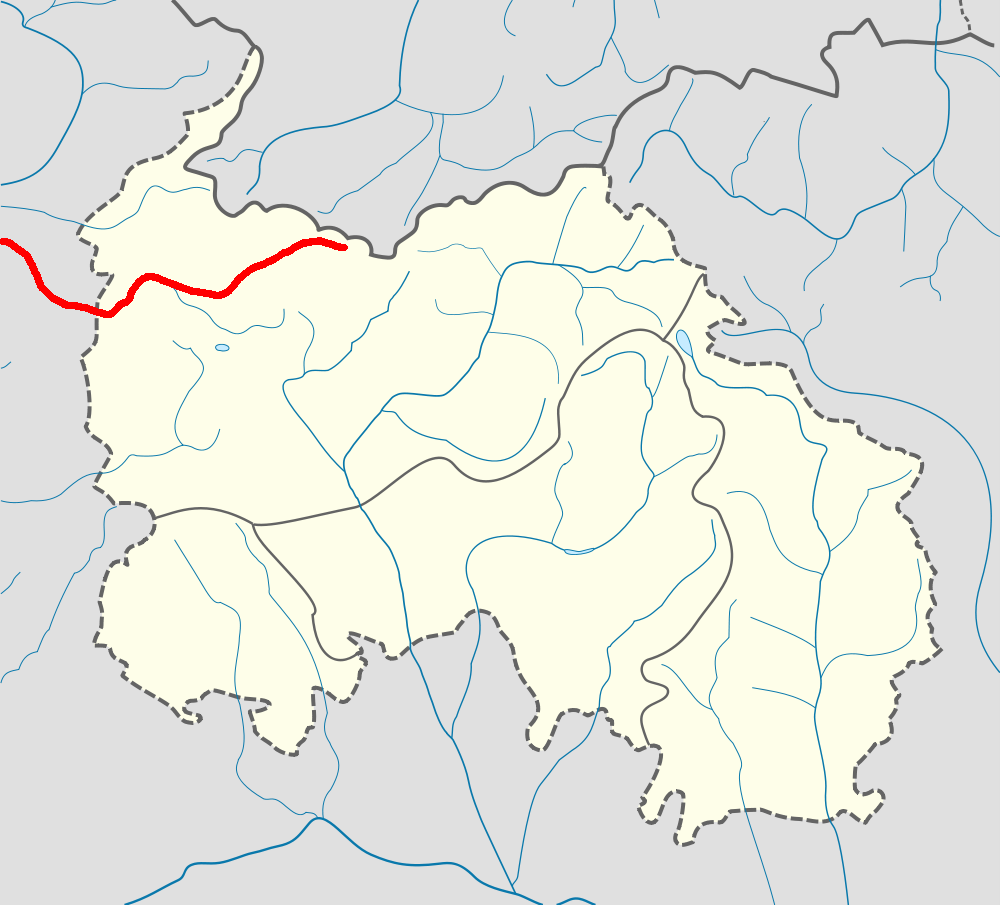
Джоджора з Джочіарою на карті Південної Осетії

Від початку до гирла
Південна Осетія
- Лет (Літі)
- Кевселт
- Тамаджин
- Кобет (Кобеті)
- Стирмасиг
- Саджілзаз
- Начрепа
- Гуліанта
- Надарваз, або Алборта
- Кіров
- Бзита
- Масигуат
- Засіта
- місто Квайса
- Годував
- Шеубані (Шеубан)
- Ахсаргіна (Ахсарджін)
- Шембув
- Мартгаджина (Міртгаджин)

Грузія
- Ірі
- Гунда
- Ахалсопелі
- Ончеви
- Піпілети
- Цола
- місто Вони

## Басейн
Об'єкти по черзі від гирла до витоку (км від гирла: ← ліва притока | → права притока | — об'єкт на річці):
→ Джочіара
← Леткомдон
← Кевселета-Комідон
→ Цітшдон
← Моріхо
→ Стирмасігідон
← Грамула
← Баштаті-Комідон
→ Везурі
← Джугі-Комідон
→ Фареджин-Ком
← Дунджин
← Ватра
← Цміндацкалі (Джваріда)
← Тельнарисцкалі
→ Чачісцкалі
← Чилорисгелі
→ Кведрула
- озеро Кведі
- Кведіком
← Чалісікалі
← Бартаула

## Топографічні карти
- Аркуш карти K-38-51 Они. Масштаб: 1 : 100 000. Стан місцевості на 1987 р. Видання 1990 р. (рос.)
- Аркуш карти K-38-52 Джава. Масштаб: 1 : 100 000. Стан місцевості на 1987 р. Видання 1989 р. (рос.)